# 默纳
默纳（法語：Menat，法語發音：[məna]）是法国多姆山省的一个市镇，属于里永区。

## 地理
默纳（46°6'14"N, 2°54'16"E）面积20.31 平方千米，位于法国奥弗涅-罗讷-阿尔卑斯大区多姆山省，该省份为法国中南部省份，北起阿列省接壤，东临卢瓦尔省，南至上盧瓦爾省和康塔爾省，西接科雷兹省和克勒兹省。
与默纳接壤的市镇（或旧市镇、城区）包括：穆勒耶、锡乌勒河畔阿亚、讷夫埃格利斯、普佐勒、圣埃卢瓦莱米讷、圣雷米德布洛、塞尔旺、伊乌。

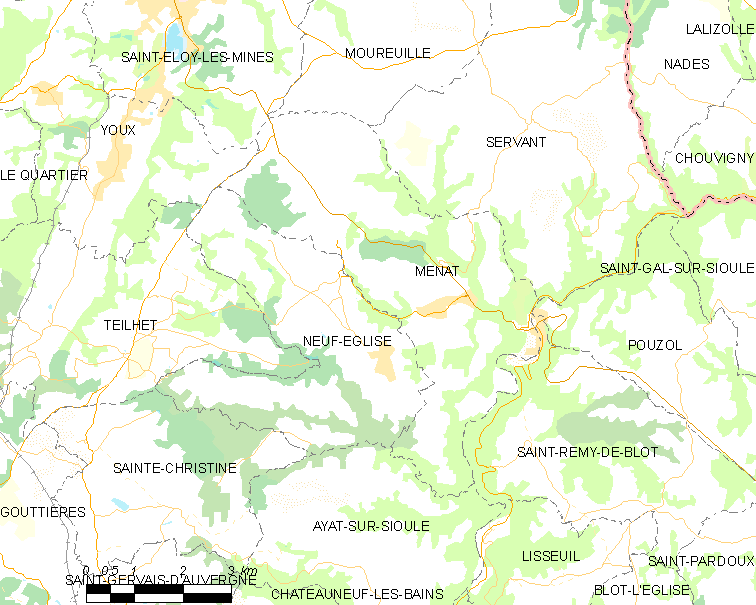
默纳的OSM定位图

默纳的时区为UTC+01:00、UTC+02:00（夏令时）。

## 行政
默纳的邮政编码为63560，INSEE市镇编码为63223。

## 政治
默纳所属的省级选区为圣埃卢瓦莱米讷县。

## 人口

1962-2008年间默纳人口变化图示

默纳于2022年1月1日时的人口数量为543人。